# Jaroslav Kožešník
Jaroslav Kožešník (8. června 1907 Kněžice – 26. června 1985 Praha) byl český a československý vědec, odborník na kybernetiku, předseda Československé akademie věd, politik Komunistické strany Československa a poslanec Sněmovny lidu Federálního shromáždění za normalizace.

## Biografie
Vystudoval Fakultu strojního a elektrotechnického inženýrství na ČVUT. Pracoval pak jako vysokoškolský odborník na otázky kybernetiky a mechanizace a od roku 1946 jako člen výzkumného oddělení Škodových závodů v Plzni a Praze ve funkci ředitele Spojených výzkumných ústavů pro fyzikální a strojní výzkum. Zastával funkce v Ústředním ředitelství těžkého strojírenství a později na ministerstvu všeobecného strojírenství. Publikoval více než sto odborných prací. Působil jako profesor ČVUT, od roku 1953 byl členem-korespondentem Československé akademie věd a od roku 1960 akademikem. V období let 1961–1970 zastával post místopředsedy a v letech 1970–1980 předsedy ČSAV. V roce 1971 se stal zahraničním členem Akademie věd Sovětského svazu. Byl jmenován zplnomocněncem zástupce vlády ČSSR ve Spojeném ústavu pro jaderný výzkum v Dubně u Moskvy. Od roku 1959 ve funkci ředitele vedl Ústav teorie informace a automatizace, který zakládal a kterému předsedal až do své smrti.
Politicky se původně angažoval v Československé sociální demokracii, po únoru 1948 v KSČ. V roce 1959 a znovu roku 1967 se stal laureátem státní ceny Klementa Gottwalda. V roce 1962 získal Řád práce, roku 1972 mu byl udělen titul Hrdina socialistické práce. V roce 1973 získal Řád Vítězného února a roku 1977 Řád republiky.
Jeho politická kariéra se silně rozvinula po invazi vojsk Varšavské smlouvy do Československa za normalizace. 26. června 1970 byl kooptován za člena Ústředního výboru Komunistické strany Československa. Ve funkci člena ÚV KSČ ho potvrdil 14. sjezd KSČ a 15. sjezd KSČ.
Po federalizaci Československa usedl do Sněmovny lidu Federálního shromáždění. Mandát nabyl až dodatečně v říjnu roku 1969. Mandát obhájil ve volbách roku 1971 (volební obvod Praha-město) a volbách roku 1976 (obvod Praha 4 a 5 jih) a v parlamentu setrval až do konce volebního období, tedy do voleb roku 1981.